# Église Saint-Pierre d'Airvault
L'église Saint-Pierre est une église catholique située à Airvault, en France. Il s'agit de l'édifice le mieux conservé de l'ancienne abbaye d'Airvault.

## Localisation
L'église est située dans le département français des Deux-Sèvres, sur la commune d'Airvault.

## Architecture

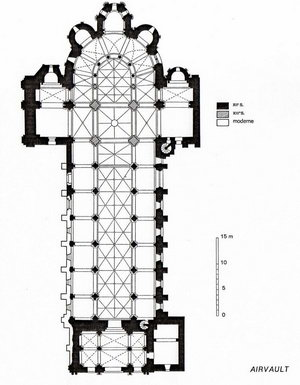
Plan de l'église Saint-Pierre.

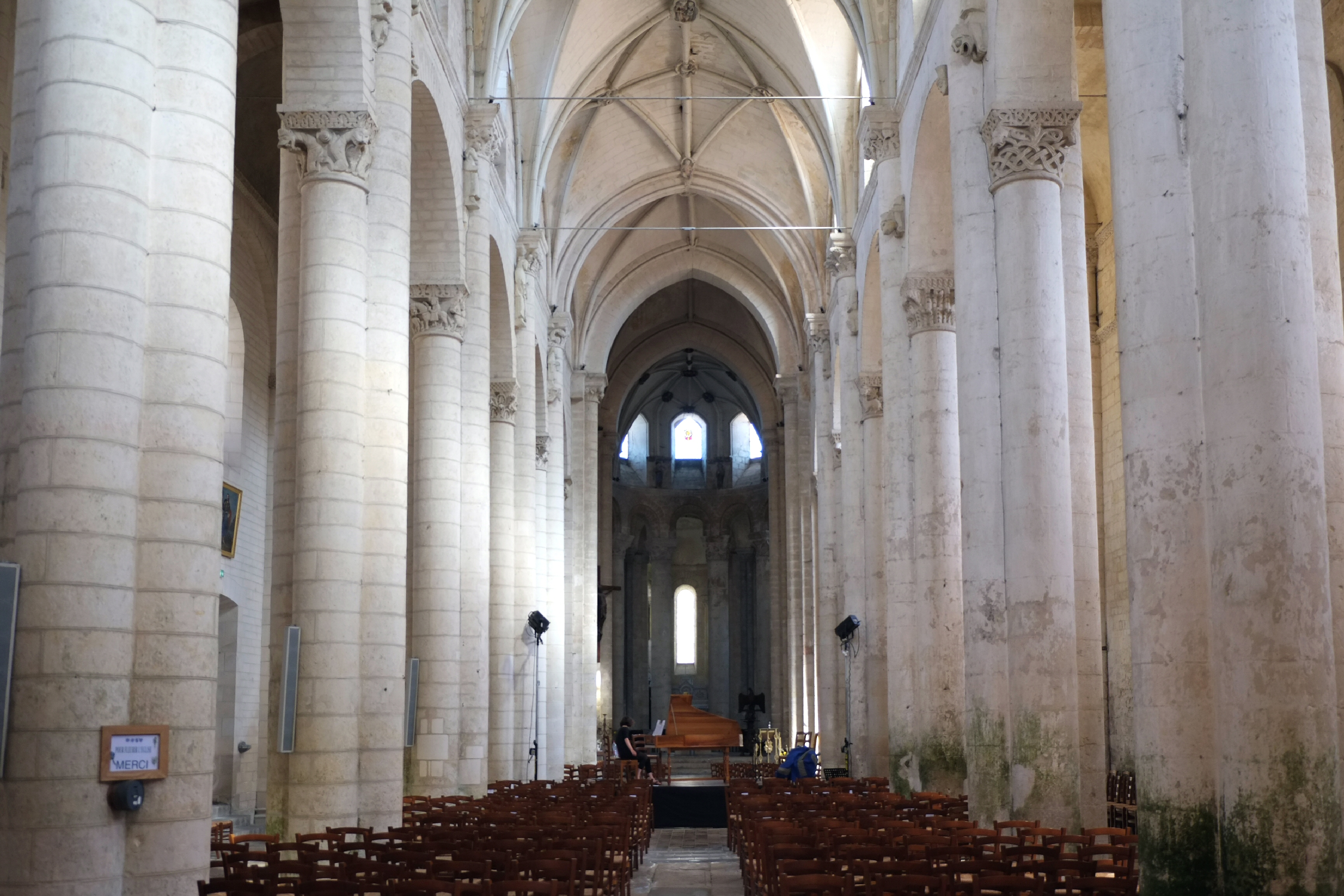
La nef.

Le plan de l'église, en croix latine, est composé d'une nef de sept travées à trois vaisseaux, d'un transept saillant à chapelles en absides et d'un chevet à déambulatoire à trois chapelles rayonnantes en absides. La nef est précédée d'un massif occidental de deux travées, au sud duquel est située une chapelle.
Le vaisseau central de la nef est voûté d'ogives assez compliquées à liernes et à lunettes. L'élévation de la nef a deux étages : les grandes arcades plein-cintre portées par des piles circulaires dans lesquelles sont engagées des colonnes qui portent les arcs formerets, et les grandes fenêtres situées dans les lunettes de la voûte. Les deux niveaux sont séparés par un bandeau qui court au niveau des chapiteaux des piles. Les bas-côtés sont voûtés d'un berceau plein-cintre à doubleaux, les murs gouttereaux sont percés d'une fenêtre par travée
La croisée du transept est couverte d'une voûte angevine (une voûte d'ogives bombée à liernes et à clef annulaire). Les chapelles du transept sont situées sur chacun des bras, elles sont composées d'une travée droite voûtée d'arêtes qui ouvre sur le déambulatoire et d'une abside avec une fenêtre d'axe.
Le sanctuaire a une élévation à deux niveaux : les grandes arcades plein-cintre portées par des colonnes qui portent les arcs formerets, et les grandes fenêtres situées dans les lunettes de la voûte. Les nervures de la voûte retombent dans les trumeaux des grandes fenêtres.
Le déambulatoire est voûté d'arêtes, chaque travée est marquée par un arc doubleau. La chapelle d'axe est composée d'une partie droite voûtée en berceau et d'une abside voûtée en cul-de-four dans la continuité du berceau, elle est percée de trois fenêtres. Les deux chapelles rayonnantes, qui s'ouvrent dans les travées contigües du déambulatoire, sont composées d'une simple abside voûtée en cul-de-four et percées d'une seule fenêtre dans l'axe de la chapelle. Le mur gouttereau des travées suivantes du déambulatoire est percé d'une fenêtre.
Au centre une figure stylisée, qui peut représenter une figure humaine, les joues sont gonflées, la bouche ouverte de manière à siffler ou souffler, pour attire notre attention ou pour souffler sur quelque chose.
Dans la cérémonie du baptême de la Pseudo Denys l'Aréopagite: les diacres délient la ceinture et ôtent le vêtement du catéchumène. L'Hiérarque le place en face de l'Occident, les mains dressées en signe d'anathème contre cette région des ténèbres, et ordonne de souffler sur Satan par trois fois, et de prononcer les paroles d'abjuration.
Sur cette figure une croix, cette croix à branches égales est souvent représentée sur les façades des églises. La croix, dirigée vers les quatre points cardinaux, est d'abord la base de tous les symboles d'orientation, aux différents niveaux de l'existence de l'homme. Les quatre points pourraient figurer les quatre Évangélistes avec au centre le Christ.
Le texte apocryphe du Livre de l'Adam oriental, tente d'affirmer l'origine chrétienne de la croix: Noé avait donné l'ordre que, sous la conduite d'un ange, son fils Sem et son petit-fils Melchisedek transportent les ossements d'Adam dans un nouveau lieu, au "centre de la terre". Car lorsque Dieu créa la Terre, elle était composée de quatre côtés qui se refermèrent sur l force divine, présente désormais au centre de la terre. Comme ils arrivaient au Golgotha, qui est le centre de la terre, l'ange montra ce lieu à Sem...Les quatre côtés de la terre s'ouvrirent alors en formant une croix où Sem et Melchisedek placèrent le corps d'Adam...Puis les quatre côtés de la terre se refermèrent sur notre père Adam, et on ne vit plus la porte de l'autre monde...
La tête a de larges oreilles, du côté gauche sort une grande feuille en forme de fleur de lys, du côté droit sort quelque chose que nous n'avons pas identifié. 
Mais faut-il lire cette image dans ce sens là, ou bien l'inverse, c'est-à-dire ce que nous voyons de face, dans ce cas là, la droite et la gauche sont inversées. À droite la fleur de lys, côté droit, c'est le bon côté, celui du Paradis; le côté gauche c'est celui de l'Enfer.
Les Sirènes : elles sont deux, celle de droite plus vieille que celle de gauche. Ce qui permet de dire cela, ce sont les seins : à droite ils sont "pendants", signe de vieillesse, à gauche ils sont bien ronds, signe de jeunesse. Toutes les deux dégagent-elles leurs cheveux avec leurs mains pour écouter ce que dit la tête ?
Les Sirènes sont des êtres doubles, à deux natures si fréquentes dans l'art roman. Représentent-elles la transformation de l'homme pécheur en animal dans l'attente du Jugement? Leur queues qui se terminent par une large feuille sont le symbole de résurrection, vieille-mort, jeune-vivant.
Ces Sirènes ont de chaque côté un animal, que nous ne voyons pas complètement pour l'identifier,  À droite, il est debout assis sur son arrière-train, à gauche, il est debout sur ses pattes arrière, leur tête est retournée vers l'oreille des Sirènes, ils leur parlent.
Il existe d'autres sculptures autour de la tête: deux pointes horizontales qui pourraient indiquer les Sirènes; un losange symbole féminin.

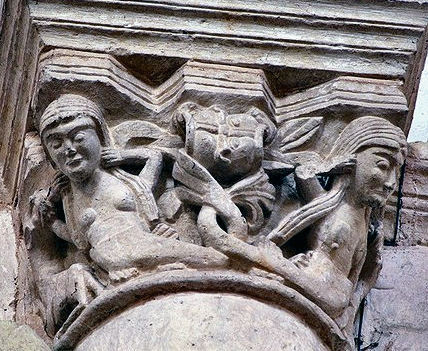
Airvault1
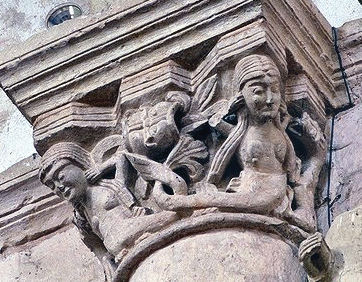
Airvault2b
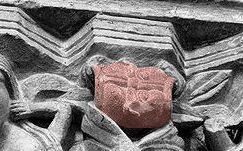
Airvault1b
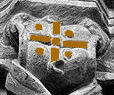
Airvault1a
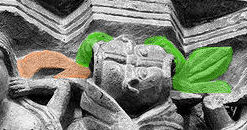
Airvault1c
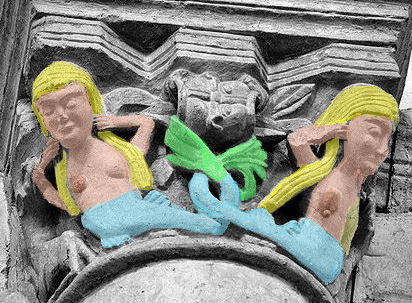
Airvault1d
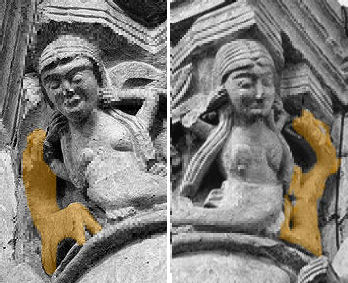
Airvault1k
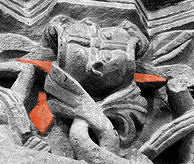
Airvault1f

## Historique
L'église Saint-Pierre est bâtie sur le site d'une ancienne collégiale ; le seul élément subsistant de cette collégiale est une chapelle, juxtaposée au massif occidental de l'église actuelle, et qui remonte au Xe siècle.
Le chevet de l'église est construit à la fin du XIe siècle, le narthex et la façade au début du XIIe siècle, les voûtes au début du XIIIe siècle. Au XVe siècle, la chapelle du sépulcre est ajoutée sur l'ancien cimetière. L'édifice est rénové et consolidé au cours des siècles suivants, particulièrement au XIXe siècle.
L'église Saint-Pierre fait l'objet d'un classement au titre des monuments historiques depuis le 18 avril 1914.

## Orgue
L'orgue de l'église date de 1850, probablement construit par le facteur d'orgue Louis Bonn,. Il s'agit à l'origine d'un orgue à cylindres.